# زمین‌لرزه نیگاتا

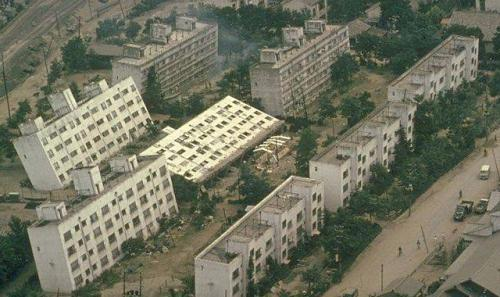
تاثیر روانگرایی خاک در زمین‌لرزهٔ نیگاتا بر منطقهٔ آپارتمان‌نشینی این شهر.

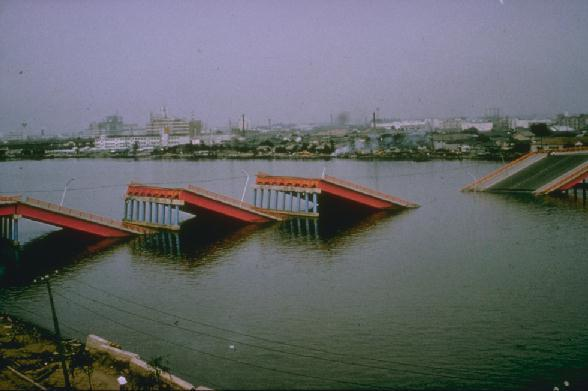
شکست پُل شوا در اثر زمین‌لرزهٔ نیگاتا

زمین‌لرزهٔ نیگاتا در ۱۶ ژوئن ۱۹۶۴ با بزرگای گشتاوری ۷٫۶ در ساعت ۱۳:۰۱ به وقت محلی روی می‌دهد که رومرکز این زمین‌لرزه بر روی ناحیهٔ فلات قاره‌ای در نزدیکی شمال غرب ساحل هونشو در استان نیگاتا، تقریباً در ۵۰ کیلومتری شمال شهر نیگاتا قرار داشت. در اثر این زمین‌لرزه در بخش‌های وسیعی از شهر، روانگرایی خاک رخ می‌دهد.

## خسارت‌ها
در اثر این زمین‌لرزه ۳٬۵۳۴ خانه ویران شد و بیش از ۱۱٬۰۰۰ خانه به شدت آسیب می‌بیند. بالا بودن میزان آسیب‌ها به سُست بودن خاک منطقه باز می‌گردد. به ویژه منطقهٔ پایینی شهر نیگاتا که بر روی مواد ته‌نشینی دلتای رودهای شینانوگاوا و آگانوگاوا بنا شده‌است. بیشتر خاک این منطقه را ماسهٔ تحکیم نیافته تشکیل می‌هد. در اثر تکان‌های شدید زمین‌لرزه روانگرایی و تراکم خاک هم‌زمان روی می‌دهد و باعث نشست یا بیرون‌زدگی ماسه در نقاط مختلف خاک می‌شود. نقشه‌های بدست آمده نشان داد که درست در جاهایی بیرون‌زدگی یا نشست رخ داده‌است که قبلاً محل شاخه‌های رودخانه بوده‌است. در محوطه‌هایی که در آن روانگرایی اتفاق افتاده بود، نشست‌های تا ۱۴۰ سانتی متر، نیز پیدا شده بود. در محله‌هایی آپارتمان نشینی شهر، که گفته می‌شد در محوطهٔ نزدیک به رود شینانوگاوا قرار دارد، بسیاری از ساختمان‌ها کج شده بود و یکی از آن‌ها به‌طور کامل واژگون شده بود.

### پل شوا
دلیل شکست پل شوا به‌طور کامل مورد بررسی قرار گرفت، افرادی که از نزدیک این رویداد را دیدند، گفته‌اند که شکست این پل تقریباً ۷۰ ثانیه پس از شروع زمین‌لرزه، رخ داد. شکست این پل نه به دلیل تکان‌های زمین بلکه به دلیل روانگرایی خاک اتفاق افتاده‌است، شمع‌های زیر پل (پی عمیق) توان تحمل بار جانبی ناشی از روانگرایی را نداشته‌است، در نتیجه پل دچار شکست می‌شود.

## ویژگی‌ها
این زمین لرزه، بزرگای گشتاوری ۷٫۶ داشت و کانون ژرفی آن در عمق ۳۴ کیلومتری بود که میزان خسارتی که به ساحل هونشو وارد کرد در مقیاس مرکالی در ردهٔ ۸ یا تخریبی بود، (در بعضی مکان‌ها کم تر بود).

### آب‌تاز
در اثر این زمین‌لرزه، آب‌تاز ملایمی روی می‌دهد و آب نزدیک به ۶ متر در طول ساحل هونشو به سمت خشکی حرکت می‌کند.

## یادداشت و منبع
1. 1 2  USGS. "Historic Earthquakes - Niigata, Japan 1964 June ۱۶ ۰۴:۰۱ UTC Magnitude ۷٫۵". Archived from the original on 28 January 2010. Retrieved 10 June 2010.
2. 1 2  Kawasumi, H. (1968). "1. Introduction".  In Kawasumi H. (ed.). General Report on the Niigata Earthquake of ۱۹۶۴ (PDF). Tokyo, Japan: Tokyo Electrical Engineering College Press.
3. ↑  N. Yoshida, Tazoh T., Wakamatsu K., Yasuda S., Towhata I., Nakazawa H. & Kiku H. (2007). "Causes of Showa Bridge collapse in the 1964 Niigata earthquake based on eyewitness testimony". Soils and Foundations. 47 (6): 1075–۱۰۸۷. Retrieved 10 June 2010.{{cite journal}}:  نگهداری یادکرد:استفاده از پارامتر نویسندگان (link)
4. ↑  Kazama, M.; Sento, S.; Uzuoka, R.; Ishimaru, M. (2008). "Progressive damage simulation of foundation pile of the Showa Bridge caused by lateral spreading during the 1964 Niigata earthquake".  In Liu H., Deng A.  & Chu J. (ed.). Geotechnical Engineering for Disaster Mitigation and Rehabilitation. Beijing & Berlin: Science Press and Springer-Verlag. pp. 170–۱۷۶. Retrieved 10 June 2010.
5. ↑  NGDC/NOAA. "NOAA page on the tsunami". Retrieved 10 June 2010.